# Psenopsis
Psenopsis es un género de peces actinopeterigios marinos, distribuidos por aguas del oeste del océano Pacífico y el océano Índico.

## Especies
Existen seis especies reconocidas en este género:
- Psenopsis anomala (Temminck y Schlegel, 1844)
- Psenopsis cyanea (Alcock, 1890)
- Psenopsis humerosa Munro, 1958
- Psenopsis intermedia Piotrovsky, 1987
- Psenopsis obscura Haedrich, 1967
- Psenopsis shojimai Ochiai y Mori, 1965